# 13 d'octubre
El 13 d'octubre és el dos-cents vuitanta-sisè dia de l'any del calendari gregorià i el dos-cents vuitanta-setè en els anys de traspàs. Queden 79 dies per finalitzar l'any.

## Esdeveniments
Països Catalans
- 1652 - Barcelona: L'arribada de Joan Josep d'Àustria al port de Barcelona va posar punt final al Setge de la ciutat, acabant la Guerra dels Segadors amb victòria hispànica.
- 2010 - Andorra: El govern d'Andorra aprova el Nomenclàtor d'Andorra que fixa la «forma oficial dels topònims del Principat d'Andorra».[1]

Resta del món
- 1213 - Montenaken, Sint-Truiden: La batalla de Steps entre l'exèrcit del ducat de Brabant i la coalició de Lieja, Loon i les milícies de Lieja i Huy.
- 1917 - Fátima (Portugal): davant 70.000 testimonis, els nens Jacinta i Francisco Marto i Lúcia dos Santos diuen que parlen amb la Mare de Déu; els testimonis no veuen Maria però sí l'anomenat "miracle del sol".
- 1972 - Es produeix l'accident aeri dels Andes. Després de 72 dies aïllats en un clima alpí sense aliments seran rescatats 16 supervivents, dels 45 ocupants de l'avió, que van haver de recórrer a alimentar-se de carn dels difunts.
- 2010 - prop de Copiapó (Xile): es rescaten els miners atrapats en l'accident a la mina de San José, després de passar 69 dies sota terra, des del 5 d'agost.

## Naixements
Països Catalans
- 1848 - Sabadell (Vallès Occidental): Eduard Brossa i Trullàs, cartògraf català.
- 1940 - Sabadell (Vallès Occidental): Ramon Barnils i Folguera, periodista català (m. 2001).
- 1950 - Xàtiva, la Costera: Alfonso Rus Terol, polític i empresari valencià, alcalde de Xàtiva entre 1995 i 2015.
- 1954 - Granollers, Vallès Oriental: Josep Mayoral i Antigas, economista i polític català, alcalde de Granollers des del 2004.

Resta del món
- 1699 - Estrasburg: Jeanne-Françoise Quinault, actriu francesa i salonnière (m. 1783).[2]
- 1821 - Estocolm, Suècia: Oscar Byström, compositor i director d'orquestra suec.
- 1862 - Londresː Mary Kingsley, escriptora i exploradora anglesa molt compromesa amb Àfrica (m. 1900).[3]
- 1878 - Gießen, Alemanya: Bernhard Schädel, filòleg, fonetista i dialectòleg que influí molt en els filòlegs catalans contemporanis.
- 1909 - Toledo, Ohio, Estats Units: Art Tatum fou un pianista de jazz estatunidenc (m. 1956).[4]
- 1918 - Salt Lake City, Utah, Estats Units: Robert Walker, cronista de ràdio i actor estatunidenc.
- 1919 - Baltimore, Maryland: Edith Ronne, exploradora estatunidenca de l'Antàrtida.[5]
- 1920 - Berlín, Alemanya: Albert Hague (nascut Albert Marcuse), compositor de cançons i actor alemany-americà (m. 2001).
- 1921 - 
  - Monsummano Terme, Toscana, Itàlia: Yves Montand, actor de cinema i intèrpret de music-hall francès d'origen italià (m. 1991).[6]
  - Gyula, Hongriaː Edith Farkas, meteoròloga i investigadora antàrtica, líder en el control de l'ozó durant més de 30 anys (m. 1993).[7]
- 1925 - Grantham, Anglaterra: Margaret Thatcher, política anglesa, primera ministra del Regne Unit de 1979 a 1990 (m. 2013).[8]
- 1931 - Nœux-les-Mines, França: Raymond Kopaszewski, més conegut com a Raymond Kopa fou un futbolista francès d'origen polonès.
- 1934 - Khanià, Creta, Grècia: Nana Mouskouri, activista i cantant grega.[9]
- 1936 - Viena, Àustria: Christine Nöstlinger, escriptora austríaca (m. 2018).[10]
- 1938 - Màntua, Itàlia: Enzo Dara fou un baix italià (m. 2017).[11]
- 1941 - Newark, (Nova Jersey, Estats Units): Paul Simon, cantautor i músic estatunidenc.[12]
- 1952 -
  - Motilla del Palancar, Província de Conca, Espanya: José Luis Olivas Martínez, polític i advocat, 3r president de la Generalitat Valenciana (2002-2003) i president de Bancaixa (2003-).
  - San Bernardino (ciutat de Califòrnia), EUA: Michael R. Clifford, astronauta de la NASA. (m. 2021)
- 1977 - Oakland, EUA: Paul Pierce, jugador de bàsquet.
- 1980 - Julhas Mannan (m. 25 d'abril de 2016), activista i editor bengalí.[13]
- 1995 - Busan, Corea del Sud: Park Jimin, cantant i ballarí de la banda BTS.

## Necrològiques
Països Catalans
- 1310 - Barcelona: Blanca de Nàpols, princesa de Nàpols i reina consort de la Corona d'Aragó (1295 - 1310) pel seu matrimoni amb Jaume el Just (n. 1283).[14]
- 1909 - Barcelona: Francesc Ferrer i Guàrdia, pedagog català, executat com a boc expiatori de la Setmana Tràgica.
- 1949 - Barcelona: Francesca Bonnemaison. pedagoga i promotora de l'educació femenina popular; creadora de la Biblioteca Popular de la Dona el 1909 (n. 1872).[15]
- 1953 - Barcelona: Joan Llongueras i Badia, músic, pedagog de la música i poeta català.[16]

Resta del món
- 54 - Imperi Romà: Claudi, 4t emperador romà.
- 1822 - Venècia: Antonio Canova, escultor venecià. (n.1757).[17]
- 1846 - Madrid, Espanya: Miquel Parra i Abril, pintor valencià, pintor de cambra de la cort del rei Ferran VII (n. 1780).
- 1869 - París, França: Charles-Augustin Sainte-Beuve, crític literari francès (64 anys).
- 1919 - Dresden, Alemanya: Karl Adolph Gjellerup, escriptor danès, Premi Nobel de Literatura del 1917.
- 1934 - Oviedo: Aida Lafuente Penaos, militant revolucionària lleonesa, que morí en la Revolució d'Astúries de 1934 (n. 1915).[18]
- 1961 - Nova York: Maya Deren, una de les principals realitzadores del cinema experimental nord-americà dels anys 40 (n. 1917).[19]
- 1963 - Nova York: Ida Helen Ogilvie, geòloga estatunidenca (n. 1874).[20]
- 1985 - Roma: Francesca Bertini, actriu italiana del cinema mut (n. 1892).[21]
- 1987 - Seattle, Washington (EUA): Walter Houser Brattain, físic estatunidenc, Premi Nobel de Física de l'any 1956 (n. 1902).
- 1990 - Hanoi, Vietnam: Lê Ðức Thọ, revolucionari, militar i polític vietnamita, que va rebutjar el Premi Nobel de la Pau el 1973.[22]
- 2004 - París: Martha Boto, artista argentina i co-fundadora del Grupo de Artistas no Figurativos.[23]
- 2008 - Garches, França: Guillaume Depardieu, actor francès
- 2016 - Milà, Itàlia: Dario Fo, dramaturg, director teatral i actor italià guardonat amb el Premi Nobel de Literatura l'any 1997 (n. 1926).[24]
- 2022 - Nàpols: Costanzo Di Girolamo, filòleg romanista italià (n. 1948).[25]

## Festes i commemoracions
- Santoral:
  - Sant Teòfil d'Antioquia, bisbe;
  - Sant Faust, Genar i Marcial de Còrdova, màrtirs;
  - Sant Fost d'Alguaire, sant llegendari;
  - Sant Guerau d'Orlhac;
  - Eduard el Confessor, rei;
  - Venerable Saturnina Jassà i Fontcuberta, germana teresiana i cofundadora de la Companyia de Santa Teresa de Jesús.
- Festa petita d'Albons (Empordà)
- Festa a L'Estela, Cistella, Alt Empordà.
- Festa a Orlhac / Aurillac, a Alvèrnia, França.
- Dia Internacional per a la Reducció dels Desastres[26]
- Dia Mundial de la Trombosi[27]